# United Trinity

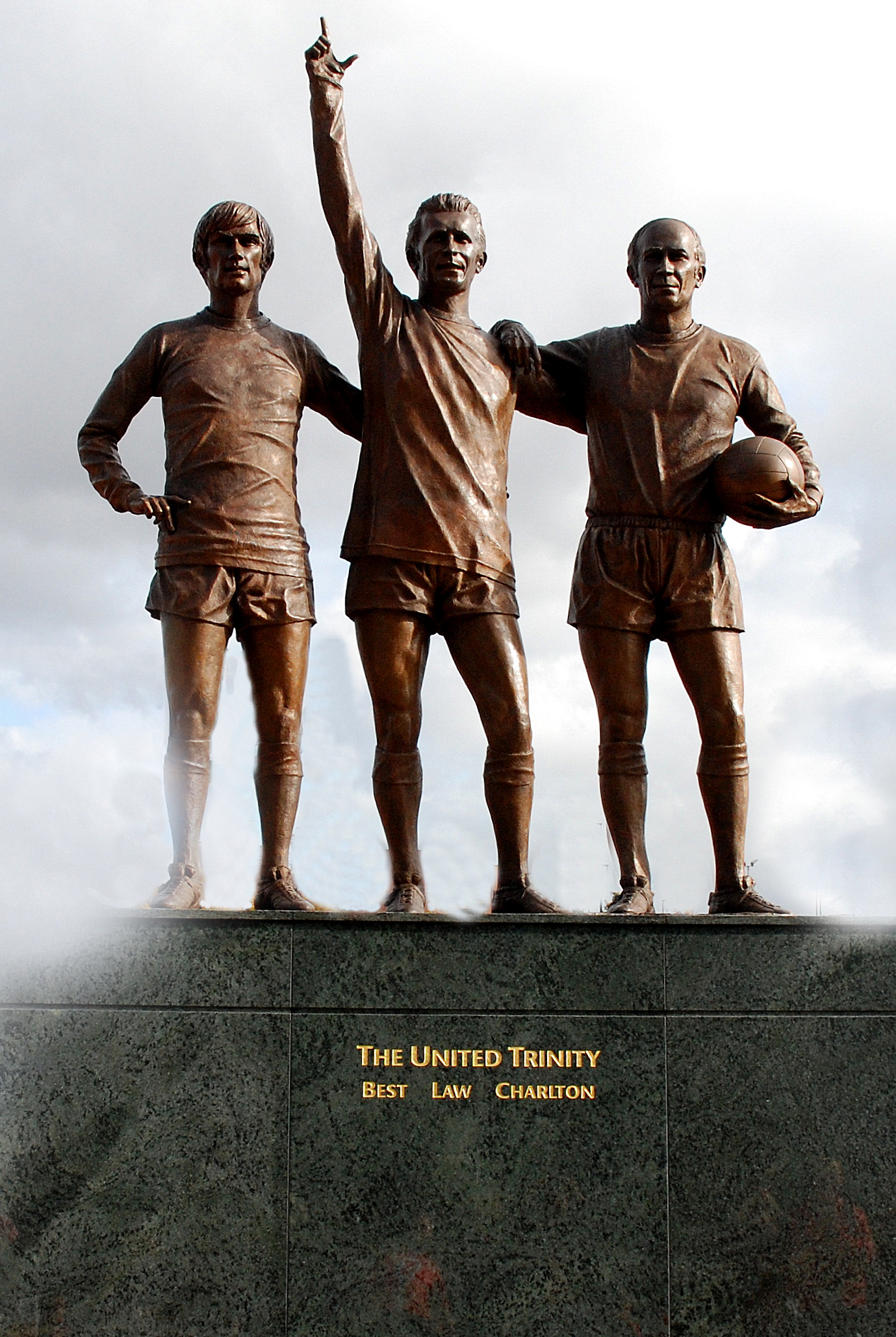
Estàtua als afores d'Old Trafford amb la United Trinity - Best, Law i Charlton

En futbol s'anomena la United Trinity (Trinitat de l'United) o Holy Trinity (Santíssima Trinitat) al trio de jugadors de l'Manchester United format per George Best, Denis Law i Bobby Charlton, qui contribuïren a que el Man United esdevingués el primer club anglès en guanyar la Copa d'Europa el 1968.
Charlton era membre dels Busby Babes, un grup de joves jugadors talentosos portats a l'acadèmia del club pel tècnic homònim Matt Busby i el seu assistent Jimmy Murphy, així com el caçatalentws del club Joe Armstrong, que va descobrir Charlton el 1953 i Best el 1961, entre d'altres. Law va arribar al club procedent de l'equip italià Torino Calcio per un rècord de 115.000 £ el 1962, després d'haver jugat anteriorment al Huddersfield Town i als rivals ciutadans del Manchester City. Charlton va debutar el 6 d'octubre de 1956, anotant dos gols en la victòria per 4-2 contra el Charlton Athletic. Law va debutar el 18 d'agost de 1962, marcant un 2-2 amb el West Bromwich Albion. Tot i que Best va debutar contra el West Bromwich Albion el 14 de setembre de 1963, no seria fins al partit de tornada el 18 de gener de 1964 quan tots tres apareixien a la mateixa alineació titular; una victòria per 4-1 en la qual els tres van anotar, amb Law en va anotar dos.
Al llarg de la dècada de 1960, tots tres serien votats com a guanyadors de la Pilota d'Or, el trofeu atorgat al millor jugador europeu de l'any. Law va guanyar el 1964, Charlton el 1966 i Best el 1968. En conjunt, els jugadors van marcar 665 gols en 1633 partits.
Best va morir el 25 de novembre de 2005, amb Law i Charlton entre els últims a visitar-lo a l'hospital. Un any més tard, es va anunciar que s'aixecava una estàtua del trio a l'exterior d'Old Trafford, que finalment es va donar a conèixer el 2008.
L'estàtua de la Trinitat figura en el disseny de la tercera samarreta del Manchester United 2017-18.
Charlton va morir el 21 d'octubre de 2023, deixant Law com l'últim membre supervivent de la Trinitat.